# Georg Fredrik Diedrichsson

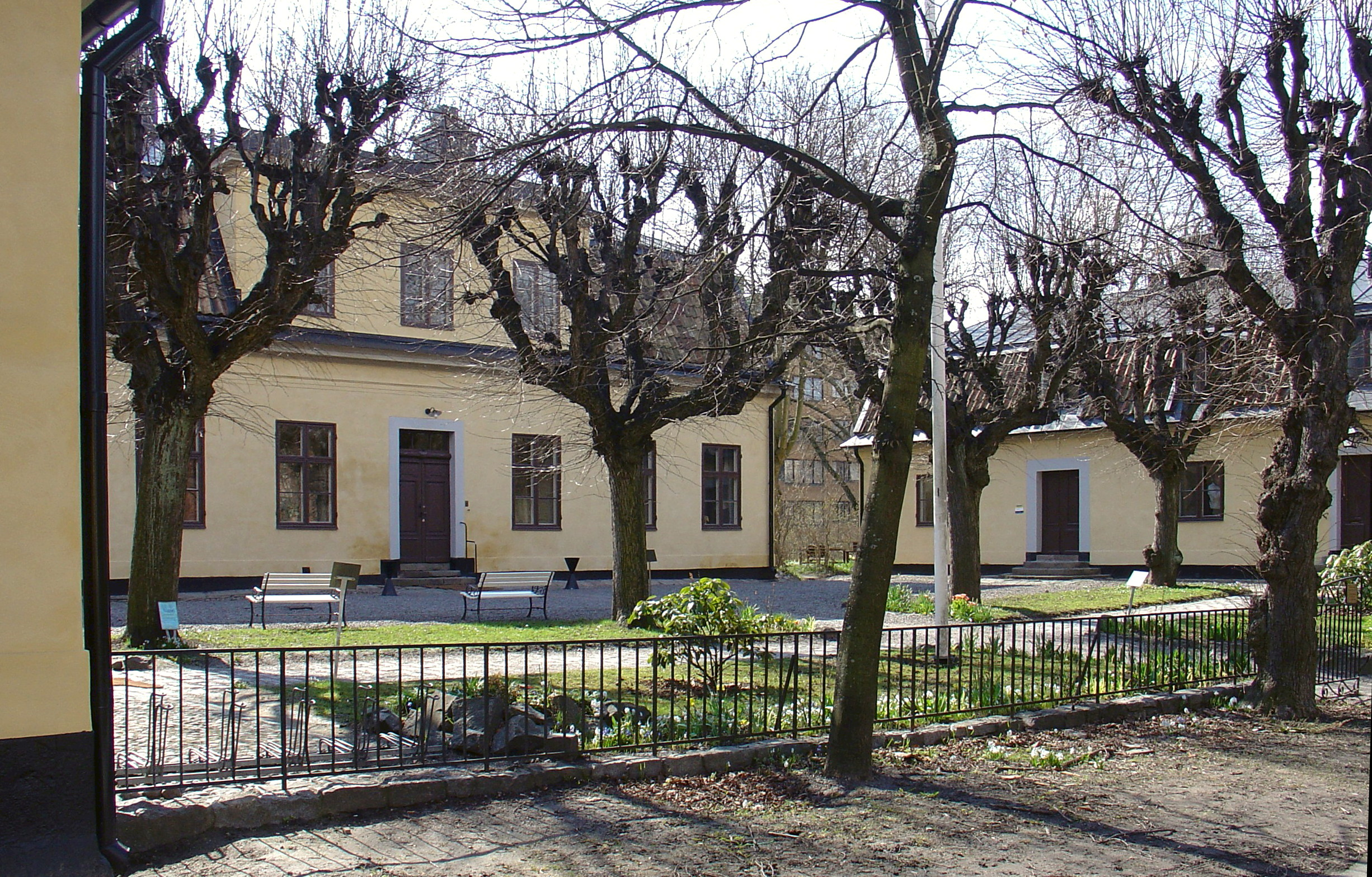
Georg Fredrik Diedrichsson lät bygga Kristinehovs malmgård på Södermalm i Stockholm

Georg Fredrik Diedrichsson, född 1730, död  1807, var en svensk grosshandlare som innehade Kristinehovs malmgård mellan åren 1789 och 1807. Han och hans hustru testamenterade gården till Stockholms Borgerskap.

## Biografi

### Grosshandlare och filantrop
Diedrichsson hade tidigt slagit sig på handel och vann burskap som grosshandlare i Stockholm 1767. Hans affärsverksamhet omfattade bland annat en sidenfabrik och åtskilliga rederiintressen, och han blev mycket förmögen. Han blev mot slutet av sin levnad en av de mest framstående inom Stockholms högre borgerskap. Han ägnade sig mycket åt välgörenhet – bland de institutioner som han gav understöd kan nämnas Allmänna barnbördshuset, Sjömanshuset och Nödhjälpskassan. Hans största insats var dock i styrelsen för Borgerskapets gubbhus.

### Diedrichsson uppför Kristinehov
1786 köpte han den anrika fastigheten Södermalmstorg 6. 1789 köpte han in den gård på västra Södermalm som senare skulle komma att kallas Kristinehov, vid den här tidpunkten kallades den ”de Gotherska husen” och ägdes sedan tre år av klädesfabrikanten på Barnängsfabriken kommerserådet Carl Gustaf Apiarie. Diedrichsson lät omedelbart riva de Gotherska husen för att bygga nytt. I augusti 1790 inlämnade han ritningar utförda av slottsmurmästare Petrus Serén för att uppföra malmgården Kristinehov. Ritningen skiljer sig dock väsentligt från den senare uppförda byggnaden. Seréns projekt omfattade ett tvåvåningshus men mangården fick endast en våning. Till gården hörde också ett också orangeri i terrasser ner mot Hornsgatan, iskällare, portvaktstuga, altan, uthus, fähus samt stall för tre hästar. Det finns uppgifter om att hans hustru hette Kristina och att gården skulle fått namn efter henne.

### Kristinehov blir Gubbhus
Efter Diedrichssons död 1807 började gårdens period som välfärdsinrättning. Grosshandlare Diedrichsson var sedan 1799 ledamot i styrelsen för Borgerskapets gubbhus och i samband med sitt inval i styrelsen skänkte han 10.000 riksdaler banco till den då ganska fattiga institutionen. Gubbhuset var en institution för nödlidande män från Stockholms Borgerskap. I slutet av 1700-talet hade gubbhuset lyckats skaffa en liten lokal vid Sabbatsberg för de nödlidande åldringarna, senare flyttade man till Grevgatan, där man år 1803 kunde inhysa 17 pensionärer. Diedrichsson var väl medveten om att behoven var större än så. När han och hustrun skrev sitt testamente 1806 donerade de sin malmgård till Gubbhuset. Egendomen var stor – då den uppmättes 1811 var den ca 125.000 m² och sträckte sig från nuvarande Brännkyrkagatan ner till Mälaren och från Varvsgatan till Yttersta Tvärgränd. Genom tillmötesgående från änkan fru Diedrichsson fick Gubbhuset tillträde till malmgården redan år 1811, två år före hennes död.
Borgerskapets äldste hedrade Diedrichsson genom att sätta upp en av Johan Niclas Byström utförd marmorbyst av honom i en nisch i nedre börssalen. Bysten höggs av Byström i Rom år 1821 och fick inskriptionen "Egnade åt nödlidande, medan han lefvde, frikostiga understöd, och när han dog en fristad".